# Bohonal de Ibor
Bohonal de Ibor – gmina w Hiszpanii, w prowincji Cáceres, w Estramadurze, o powierzchni 64,6 km². W 2011 roku gmina liczyła 559 mieszkańców.